# Die Löwe tod
Die Löwe tod ist ein Spottlied von Karl Anton Theodor Rethwisch. Das Lied wurde auch als Holsteinerlied und als Die Löwe ihm ist död bezeichnet. In einem deutsch-dänischen Sprachgemisch (Petuh) verfasst, ist es eine Reminiszenz an die Schleswig-Holsteinische Erhebung und den Deutsch-Dänischen Krieg. Als Vorlage diente das populäre dänische Lied vom tapferen Landsoldaten (Peter Faber, 1848). Vor allem der Sänger und Schauspieler Ernst Rethwisch (1822–1879) verhalf dem Lied seines jüngeren Bruders in sehr kurzer Zeit zu reichsweitem Ruhm. Als „gefangener Däne Sören Sörensen“ feierte er im Deutschen Schauspielhaus Triumphe. Der Marsch nach der Melodie von Emil Horneman (1848) erschien 1869 in einer Sammlung beliebter Tänze und Märsche.

## Lied

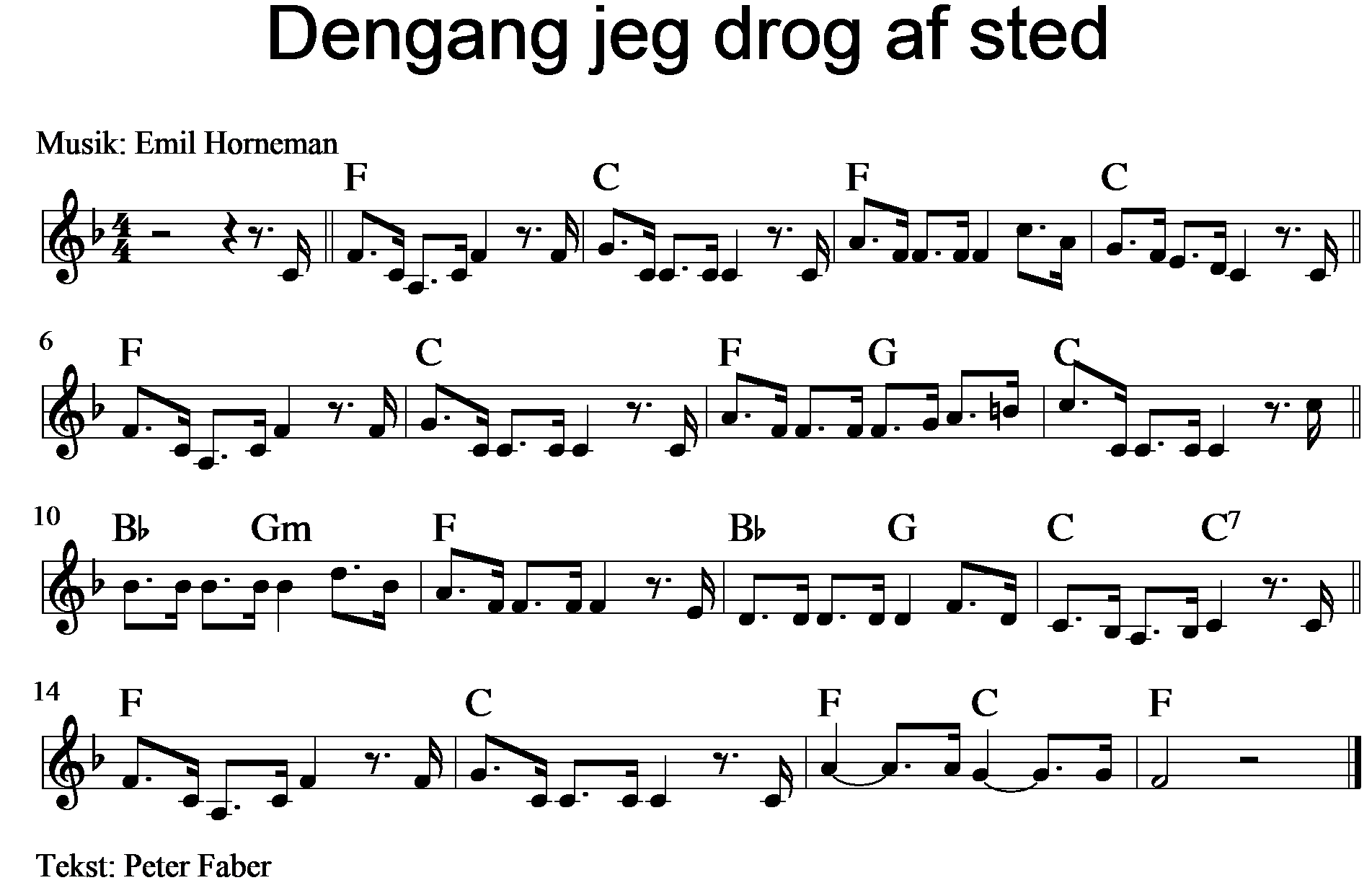
(Damals) als ich von dannen zog

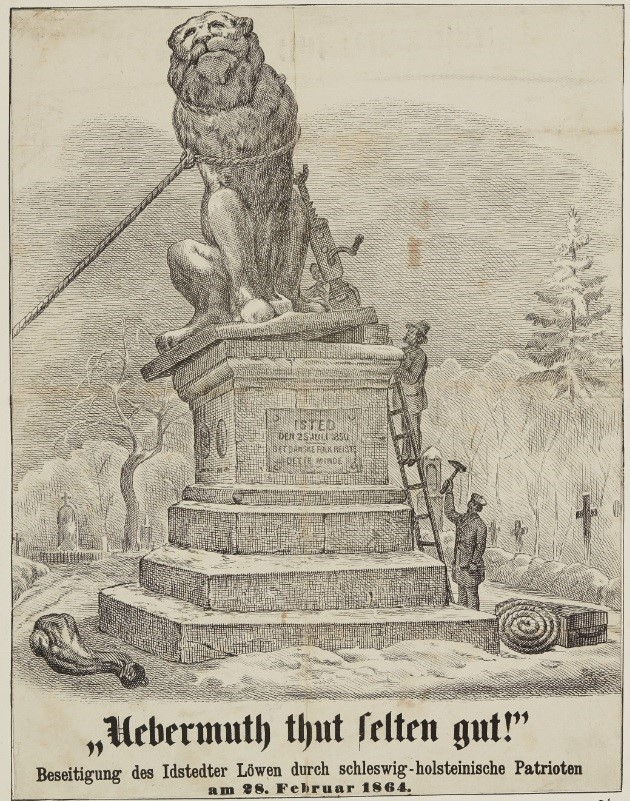
Sturz des Idstedt-Löwen. Der Schwanz liegt schon beim Sockel (28. Februar 1864)

Der feine Witz und die versöhnliche Ironie des Liedes erschließen sich erst, wenn man sich die Perspektive des Sängers vergegenwärtigt: Nicht deutscher Siegesstolz, sondern dänischer Verliererschmerz – „meine danske Kopp“ in der letzten Strophe. „Sören Sörensen“ – die zweite, dänische Seele in Rethwischs Brust – beklagt den Verlust des Herzogtums Schleswig und freut sich auf Labskaus und Buchweizengrütze im Himmel.
Die Löwe tod

Melodie: Der tappre Landsoldat

// Die Teufel ihm ist los //

// Die Unglück, sie sind groß //.

Die Oesterrig und Preuß,

Sie kommen ßugereißd

Und haben fon den Dannewerk nag Düppel uns gesmeißd.

Die arme stakkels Löwe, ach! ihm ist nun niks mehr ganß,

Und wir behalt von Sleswig nag nur bloß die Löwe Swanß.

O Satans Angst und Nöd!

Die Löwe ihm sind död!

O weh! O weh! O weh.

// Und unsere Kämpehoi //

// Den reißd sie aug endzwei //;

Wir soll es niks mehr sjaun,

Was Klewing hat gehaun,

Und was den tappre danske Folk in seine Stolß erbaun.

Den große Flensborg Kirkhof nun, sie bleiben so spaleert,

Für daß den tüdske Röwerpack for garniks sig sjaneert.

O Satans Angst und Nöd!

Die Löwe ihm sind död!

O weh! O weh! O weh.

// Hans Klewing sidß und weint //

// Mit Duseberg foreint. //

Die Folk das Löw’ gemagt,

Die bleiben angst und swag

Und ßiehen gern die Tappere ßu Dübbelstilling nag.

Die Löwe sie gereiset hat ßu Tüdskland Hohn und Sjand,

Ihm muß nun selber reisen ab hin ßu die tüdske Land.

O Satans Angst und Nöd!

Die Löwe ihm sind död!

O weh! O weh! O weh.

// Sie hat ihn ganß ßerstört, //

// Forsjreklig rongeneert //

Ihm hat sie nie gebeißt,

Die Tüdske nigt gespeißt,

Ihm hat nigt einen Preußer oder Österrig ßerreißt.

Und dog hat sie ßerrissen ganß die arme stakkels Leu

Und für und magt Medailler aus, slagt sie ihm ganß entßwei.

O Satans Angst und Nöd!

Die Löwe ihm sind död!

O weh! O weh! O weh.

// Ihm konnte nigt entfliehn, //

// Nigt hin ßu Dübbel ßiehn //

Wie sie ihm abgenomm’,

Da sterben ihm so fromm;

Sein todte Auge sagt: „Farwell, ik nigs mehr wiederkomm“!

Hatt ihm gefreßt die Preußervolk und Österriger, ja

So stand die stakkels Löwe wist nog auf die Sokkel da.

O Satans Angst und Nöd!

Die Löwe ihm sind död!

O weh! O weh! O weh.

// Und sind nog lang die Krieg’, //

// Und bleibt wir aug besiegt, //

Und sjißt sie mir aug tod,

Das hat noch keinen Noth:

In Himmel speiß ig Labskau dann und Bugweidßgrüdß und Brod.

Fon Himmel kommt kein Österrig und aug kein Preußer ein;

Da sidß die tappre Landsoldat als Löwe ganß allein.

O Satans Angst und Nöd!

Die Löwe ihm sind död!

O weh! O weh! O weh.

// Hat wir aug Släg gekriegt //

// Daß sjagen uns dog nigt. //

Muß wir aug retireern,

Das mag uns niks sjaneern,

Die Tüdske muß den Tapperkeit fon danske Folk dog leern.

Und England helft uns sikkerlich, ihm sind ein großer Staat;

Ihm sjickt uns ßwar sein Flotte nigt, dog seine gutes Rat.

O Satans Angst und Nöd!

Die Löwe ihm sind död!

O weh! O weh! O weh.

// In mig den Onde flöt’ //

// Und Satan in mig kräht //

Und Fanden slag und klopp

Mein armen stakkels Kropp

Und blidß und donner in mein Leib und meine danske Kopp.

Und Trollen soll forßehren mig von Kopp bis hin ßu Fuß,

Und reiß und brech und knikk in mir bis ßu mig Teufel knuus!

O Satans Angst und Nöd!

Die Löwe ihm sind död!

O weh! O weh! O weh.

## Holsatia
Das Corps Holsatia – an der Schleswig-Holsteinischen Erhebung maßgeblich beteiligt – singt drei Strophen als „Holsteinerlied“, anstelle der sonst üblichen  Farbenstrophen auf allen  Kneipen und Kommersen. Geert Seelig hat die 1. und 3. Strophe des Liedes aufgenommen.
Die Öst’rreich’ und die Preuß’, die kamen ßugereist. / Sie haben von den Danewerk nach Düppel uns gesmeißt. / Wir geh’n nach Kopenhagen, das kann uns nicht s’janeer’n. / De Tyske muß de Tapperkeit den Dansken erst noch lehr’n! / Oh Satans Angst und Nö’ / dem Löwen ihm sein Dö, / O weh! O weh! O weh! / Bovedi, Boveda, trullallallallallalla! / Bovedi, Boveda, trullallallallallalla!
 Sie ha’n genommen Als / auch Fyn allenfalls, / sie ha’n genommen Fehrmarn und uns geslagen ganz, / daß uns nix blieb von Sleswig als nur der Löwensquanz! / Oh Satans Angst und Nö .....
Und slagen sie uns dø’, so hat’s auch keine Nö': / Wir kommen in den Himmel mit Buchweizgrütz’ und Flø’. / In ’n Himmel kommt kein Öst’rreich’, da kommt kein Preuß’ hinein: / Da sitzt der tappere Landsoldat mit ’m Löwensquanz allein! / Oh Satans Angst und Nö .....

## Worterklärungen
1. ↑  Das scharfe S am Wortanfang ist charakteristisch für das Petuh.
2. ↑  Dannewerk, Dybbøl Sogn
3. ↑  stakkels = dän. arm, bedauernswert
4. ↑  död = tot
5. ↑  Kämpehoi = Kämpferhügel, siehe Idstedt-Löwe#Das Original
6. ↑  Der dänische Bildhauer Hans Klewing zerschlug die Votivtafeln für die gefallenen Schleswig-Holsteiner (siehe Weblink Baudissin)
7. 1 2  Klewing und Duseberg waren „Werkzeuge der dänischen Propaganda in Schleswig“
8. ↑  Düppelstellung = Düppeler Schanzen
9. ↑  gereiset = erhoben
10. 1 2  Onde, Fanden = Teufel
11. ↑  Kropp = Körper
12. ↑  Trollen = Zauberer
13. ↑  knuus = zermalme
14. ↑  Bovedi = Anspielung auf die verlorene Schlacht von Bau = dän. Bov am 9. April 1848